# Coronado (penisola)
Coronado è una penisola situata nella baia di San Diego, in California.

## Geografia

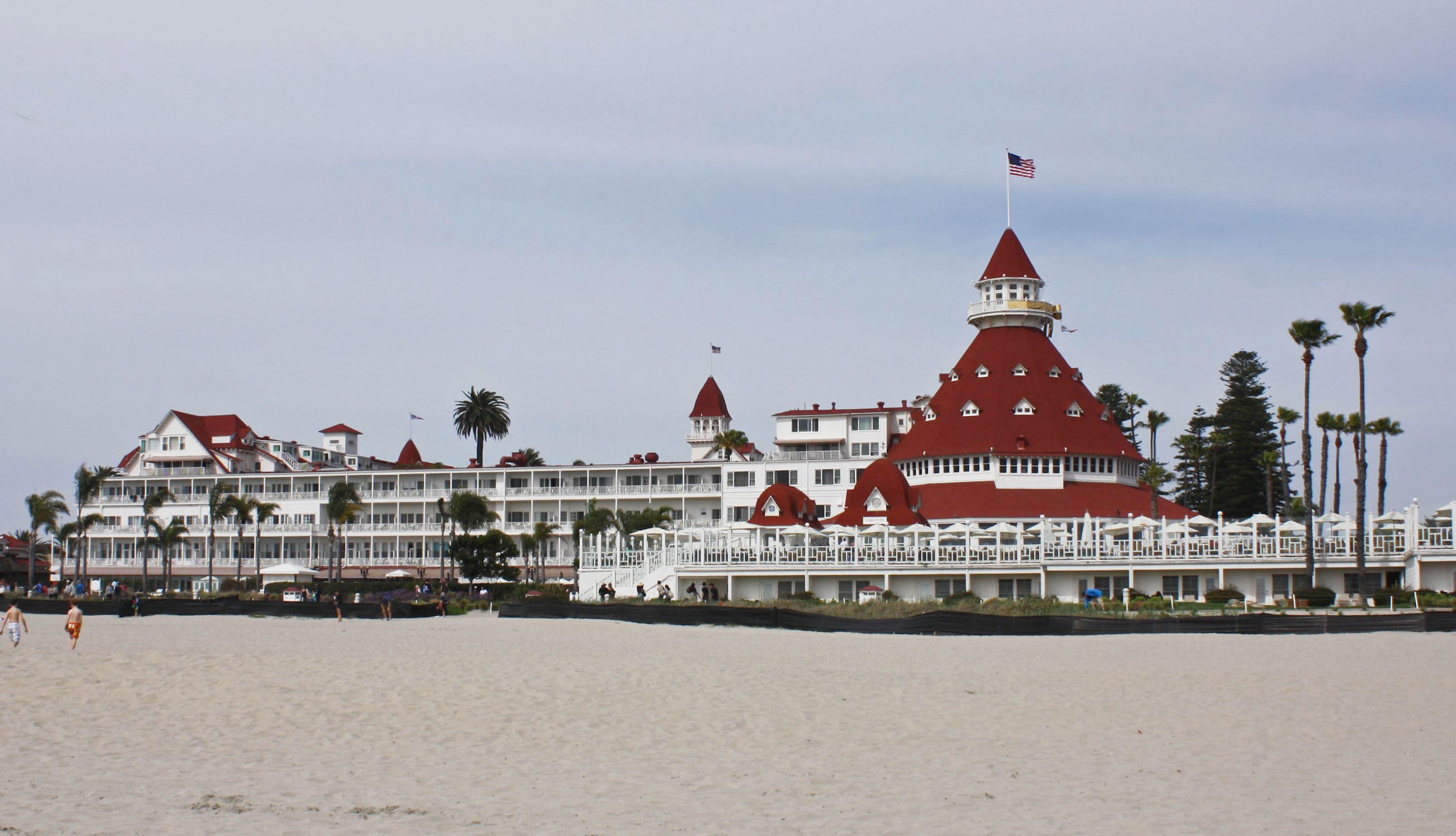
Hotel del Coronado dalla spiaggia.

Essa si estende in lunghezza per circa 20 chilometri dal suo estremo nord-ovest fino all'attaccatura con la costa all'altezza di Imperial beach. Famosa per la presenza dell'omonimo Hotel del Coronado, è collegata alla costa anche attraverso il Coronado bridge, che arriva direttamente da San Diego Downtown fino a trasformarsi nell'arteria 4th Street. Sede di una delle più importanti basi della U.S. Navy, dove si svolge parte dell'addestramento dei Navy SEAL, è inoltre sede del Comando del United States Naval Aviation.